# Pericoma singularis
Pericoma singularis är en tvåvingeart som beskrevs av Quate 1962. Pericoma singularis ingår i släktet Pericoma och familjen fjärilsmyggor. Inga underarter finns listade i Catalogue of Life.